# Каменка (Псковско језеро)
Каменка (рус. Каменка) друго је по величини острво у акваторији Псковског језера и треће острво у хидрографском комплексу Чудско-псковског језера. Обухвата територију површине око 6 км² и налази се на крајњем западу језера. Острво административно припада Печорском рејону Псковске области и налази се на западу европског дела Руске Федерације. У периоду 1920—1945. острво је административно припадало Естонији. Од обале Русије острво је одвојено уским каналима ширине око 500 метара на западу и око 200 метара ба југу.
На острву се налазе 4 села: Сељци, Медово, Каменка и Рожитец. Према подацима са пописа становништва из 2002. на острву је живело свега 57 становника, а највеће насеље је село Рожитец са 28 становника.